# Operațiunea Opera
Operațiunea Opera (în ebraică אופרה, de asemenea Operațiunea Babilon) a fost un atac aerian surpriză efectuat de către Forțele Aeriene Israeliene cu scopul distrugerii reactorului nuclear irakian, Osirak (17 km sud-est de Bagdad) în 1981.
La sfârșitul anilor 1970, Irak achiziționase de la Franța un reactor nuclear de clasa "Osiris". Potrivit informațiilor israeliene, reactorul a fost proiectat pentru producerea de plutoniu, astfel că intervenție trebuia să aibă loc, atât timp cât reactorul nu era umplut cu combustibil nuclear, vara anului 1981 fiind data "terminus".
Din motiv că eforturile diplomatice ale Israelului, ce-și propuse să convingă Franța pentru a opri ajutorul pentru programul nuclear irakian, a rămas fără nici un rezultat, guvernul lui Menahem Beghin a decis efectuarea operațiunii.
La 7 iunie 1981 un grup de avioane israeliene de luptă F-16A, cu o escortă de F-15A a lovit reactorul irakian Osirak.
Complex reactorului a fost grav avariat și declarat improprii pentru recuperare, în deplină conformitate cu planul israelian. Unsprezece persoane, zece soldați irakieni și un ofițer tehnic francez au fost uciși.

## Biografie
- Rodger W. Claire, "Raid on the Sun". Broadway Books (2004), ISBN 0-7679-1400-7.